# Bahnhof Kappel Gutachbrücke
Kappel Gutachbrücke ist ein stillgelegter Bahnhof an der Höllentalbahn im Schwarzwald. Er liegt an der Wutachschlucht in 787 m Höhe.

## Geschichte
Bei Eröffnung der Höllentalbahn trug er den Namen Kappel-Lenzkirch. Da ab 1907 jedoch von diesem Bahnhof eine Nebenbahn über Kappel und Lenzkirch weiter nach Bonndorf im Schwarzwald führte (Strecke Kappel Gutachbrücke–Bonndorf), wurde er umbenannt. Der Zusatz Gutachbrücke wurde hinzugefügt, da es an der Nebenbahn einen Haltepunkt namens Kappel-Grünwald gab. Die Nebenbahn wurde 1966 im Personen- und 1976 auch im Güterverkehr stillgelegt. Heute halten selbst Züge der Höllentalbahn nicht mehr.
Alle Gleise wurden bis auf das Streckengleis rückgebaut.
Seit 2014 dient der Bahnhof dem Chapter Titisee-Neustadt des MC Thunderbirds als Clubhaus, welches ihn seither renoviert hat.

## Weblinks

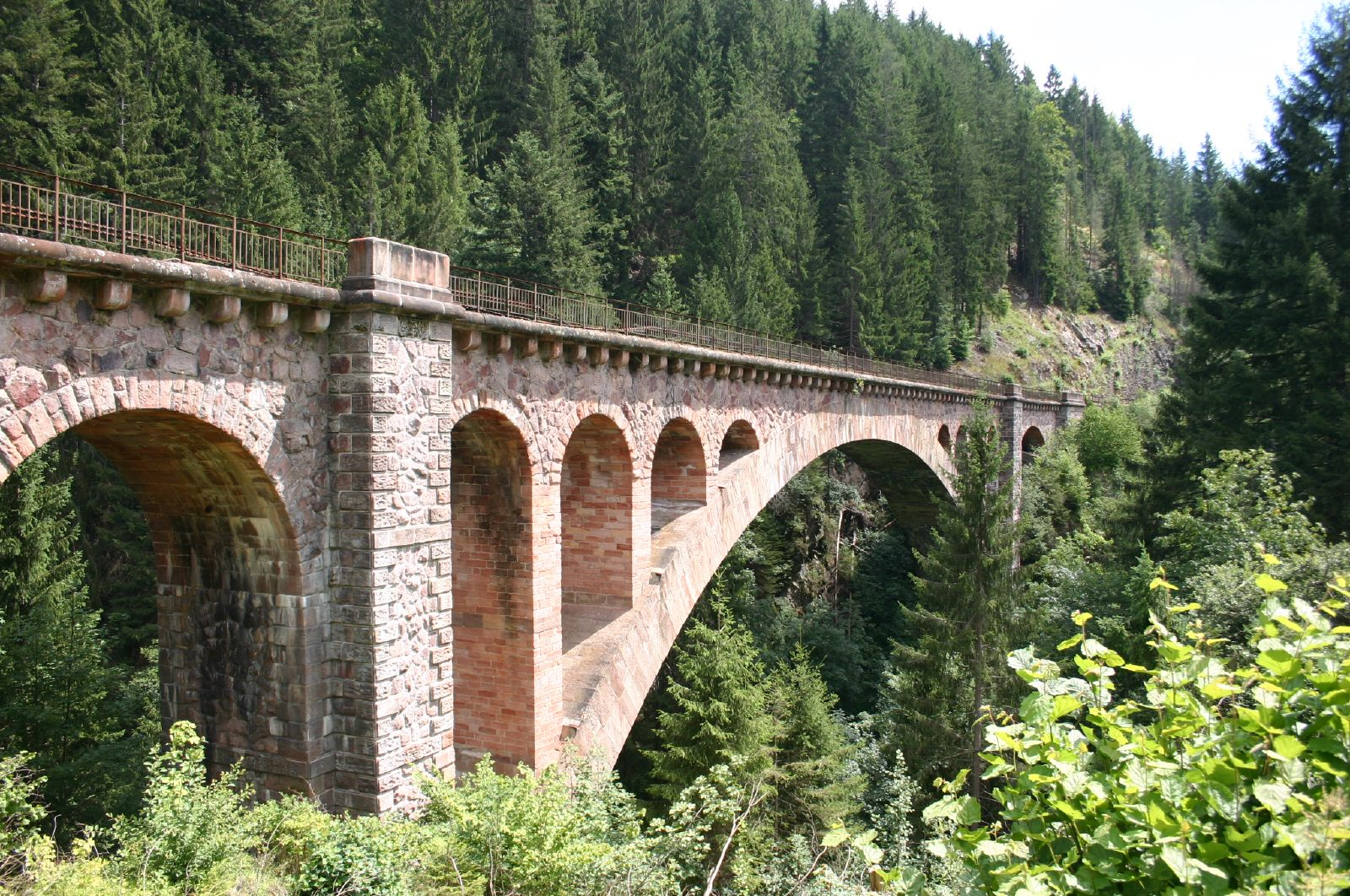
Die namengebende Gutachbrücke der Höllentalbahn südöstlich des Bahnhofs